# آيت املول (آيت إسفاون الجبل)
آيت املول هو دُوَّار يقع بجماعة بني عياط، إقليم أزيلال، جهة بني ملال خنيفرة في المملكة المغربية. ينتمي الدوّار لمشيخة آيت إسفاون الجبل التي تضم 4 دواوير. يقدر عدد سكانه بـ 1139 نسمة حسب الإحصاء الرسمي للسكان والسكنى لسنة 2004.

## وصلات خارجية
- البوابة الوطنية للجماعات الترابية
- المندوبية السامية للتخطيط